# Gluhar Hill
Der Gluhar Hill (englisch; bulgarisch хълм Глухар wrach Gluchar) ist ein vereister und 650 m hoher Hügel an der Foyn-Küste des Grahamlands im Norden der Antarktischen Halbinsel. Er ragt 6,52 km südwestlich des Meda-Nunataks und 12,52 km westlich des Fitzmaurice Point inmitten des Bevin-Gletschers auf.
Die bulgarische Kommission für Antarktische Geographische Namen benannte ihn 2013 nach der Ortschaft Gluchar im Süden Bulgariens.